# 路口镇 (岳阳市)
路口镇，中华人民共和国湖南省岳阳市云溪区下属的一个镇，位于云溪区东部。因境内有路口铺火车站而得名。

## 建制沿革
- 解放前，属临湘县文桥乡；
- 1950年，为临湘县五区路口乡；
- 1958年，与文桥合并成立路口公社；
- 1970年，设为建制镇；
- 1984年5月，划归岳阳市北区管辖。

## 行政区划
路口镇下辖2个社区、12个行政村：
长岭社区、路口社区、新合村、新建村、长岭村、路口村、南山村、枧冲村、牌楼村、南太村、新华村、江湖村、南岳村和省塘村。

## 交通
- 京广铁路：路口铺站